# Тубышки (Круглянский район)
Тубышки (бел. Ту́бышкі) — деревня в Круглянском районе Могилёвской области Республики Беларусь. В составе Запрудского сельсовета.

## География

### Гидрография
Рядом с деревней протекает река Вабич.

## Этимология
По легенде название населённого пункта происходит от имени проезжавшего по этим местам казака Тубыша, решившего остаться здесь жить.

## История
Упоминается в 1675 году в составе Оршанского уезда Великого Княжества Литовского. 
В конце XVIII века Тубышки вошли в состав Российской империи и были отданы Екатериной II Никите Черняеву. Его сын Григорий Черняев участвовал в войне с Наполеоном, дошёл до Франции, женился на француженке Aimee Esther Charlotte Lecuyer и привез её потом в Тубышки. С тех пор местные жители, уважавшие своего помещика и его жену, начали учить французский язык. В 1833 году Григорий Черняев построил возле своего дома Свято-Николаевскую церковь. Самым знаменитым сыном супружеской четы был Михаил Черняев, проведший детство в Тубышках, а затем ставший национальным героем Сербии и первым губернатором Туркестана. В годы его жизни в деревне была построена школа, мельница, где крестьяне мололи муку, поставлена каменная колокольня, а церковь была перестроена. После революции 1917 года церковь превратили в клуб, а в Великую Отечественную войну здание было сильно разрушено и превратилось в руины. 
В 2013 году деревня была передана из Комсеничского сельсовета в Леснянский, который через год был переименован в Запрудский.

## Население

### Численность
- 2009 год — 53 жителей

### Динамика
- 2009 год — 53 жителей (перепись населения)

## Достопримечательность
- Руины Свято-Николаевской церкви. Памятник архитектуры.

### Памятник, скульптура
- Памятник Черняеву М. Г., на территории его бывшего поместья, где он похоронен, около церкви. Чуть поодаль — мемориальная плита, где можно прочесть о значимых событиях жизненного пути Черняева М. Г.

## Галерея
- Руины Свято-Николаевской церкви
- Руины Свято-Николаевской церкви
- Руины Свято-Николаевской церкви
- Руины Свято-Николаевской церкви
- Памятник Черняеву М. Г.

## Известные лица
- Черняев, Григорий Никитич (1787—1869) — начальник бердянского порта (1842—1855), участник наполеоновских войн.
- Черняев, Михаил Григорьевич (1828—1898) — русский военный деятель, генерал-лейтенант.
- Черняев, Николай Григорьевич (1838—1910) — российский военачальник, генерал-лейтенант.